# Dolina Świniarskiego Potoku

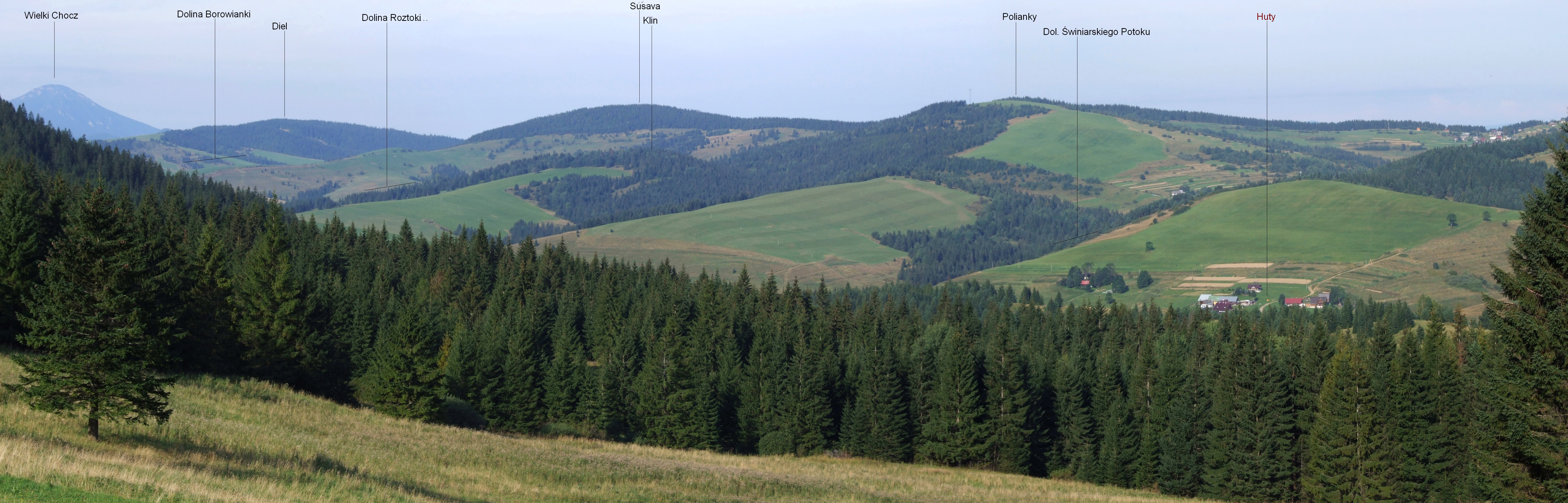
Dolina Huciańska i szczyty południowej części Pogórza Orawskiego

Dolina Świniarskiego Potoku – dolina na słowackim Pogórzu Orawskim, jedna z prawych odnóg Doliny Huciańskiej.
Górny koniec Doliny Świniarskiego Potoku znajduje się pod przełęczą między wierzchołkami Polianky i Blato, a opadające w południowo-wschodnim kierunku do Doliny Huciańskiej grzbiety tych wzniesień tworzą lewe i prawe zbocza doliny. Są one w większości bezleśne, zajęte przez łąki i pola miejscowości Małe Borowe, zabudowania której znajdują się na dnie doliny w jej górnej części. Dnem doliny spływa Świniarski Potok uchodzący do Hucianki.